# Natthaweeranuch Thongmee
Natthaweeranuch Thongmee (Thai: ณัฐฐาวีรนุช ทองมี, Aussprache: [nát.tʰǎ.wiː.rá.nút tʰɔːŋ.miː], Rufname: Cha จ๋า, [ʨǎː]; * 28. Oktober 1979 in Thailand) ist eine thailändische Schauspielerin sowie Video Jockey für den Musiksender Channel [V] Thailand.
- Bachelor degree: Political Science, Chulalongkorn-Universität
- Master's Degree: European Study, Chulalongkorn-Universität

## Filmografie (Auswahl)
- 2003: Koo tae patihan (คู่แท้ ปาฏิหาริย์)
- 2004: Shutter (ชัตเตอร์ กดติดวิญญาณ)
- 2006: Noodle Boxer (แสบสนิท ศิษย์ส่ายหน้า; Saep sanit sid saai naa)